# 古風時期
古風時期 （英語：Archaic Greece，前800年 – 前480年），又稱古樸時期或遠古時期，是古希臘的一個子歷史時期。這個定義最早出現在18世紀，由於對希臘藝術的研究，學者發現這個時期出現的特有的表面裝飾以及造型藝術的風格和早期的幾何藝術和後期的古典希臘時期藝術風格大為不同。因為這些藝術風格也反映了希臘的“古典藝術”風格所以被命名為「古風」 。因為古風時期緊隨希臘黑暗時代，因此人們會注意到政治哲學的明顯進步和希臘城邦的興起，古典哲學，劇場，詩歌的興起以及對在希臘黑暗時代失去的書寫語言的重新引入（古風的定義也部分來自此）。

## 政治
古风时期将城邦（polis）的发展视为政治组织的主要单位。希腊各地的许多城市都处于被称为僭主（tyrant）的独裁者的统治之下。同时，法律和共同决策系统发展，法典和宪法结构的最早证据可以追溯到这一时期。到古风时期结束时，雅典和斯巴达的宪法似乎都已发展成其古典形式。

## 藝術

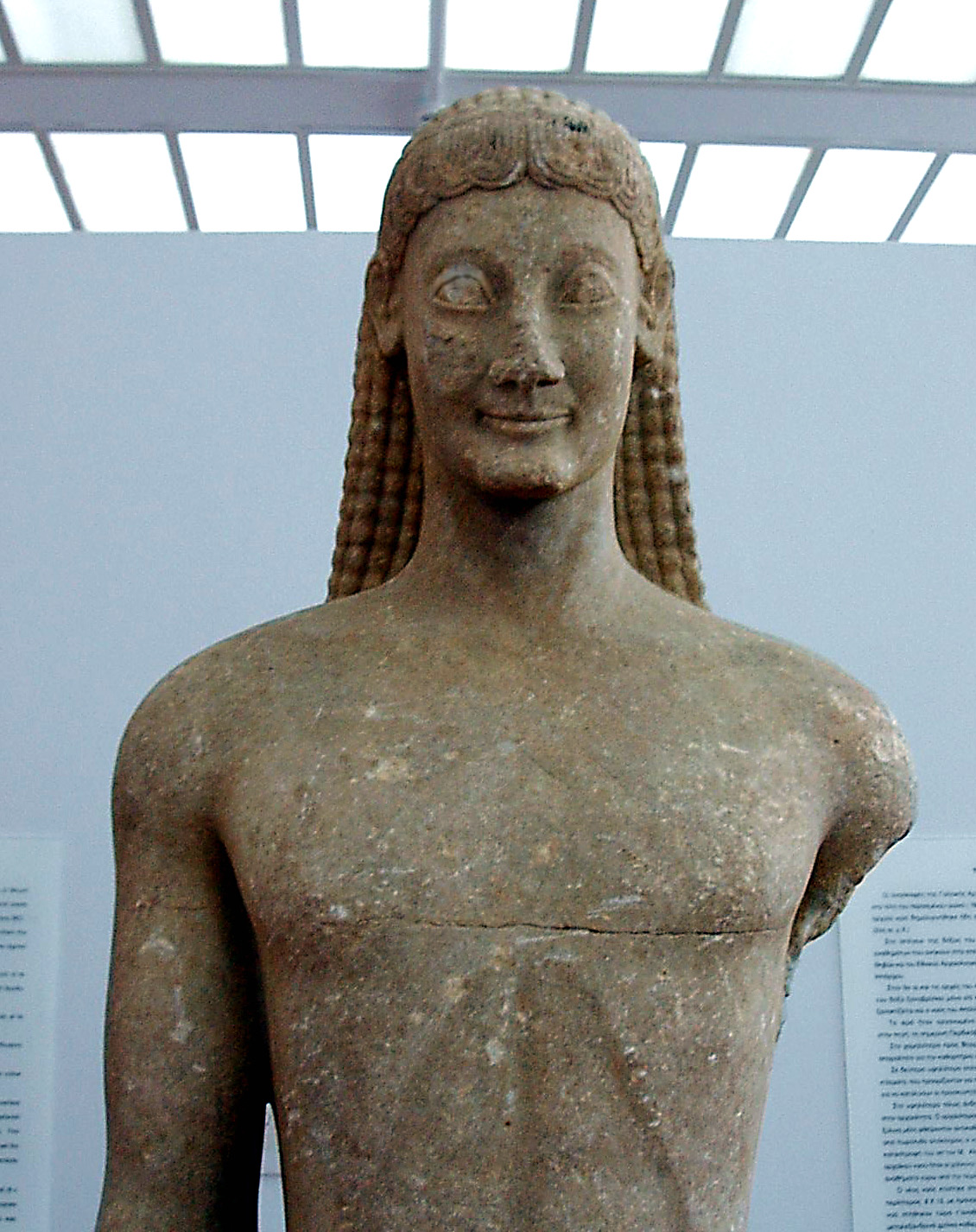
底比斯的少年立像庫洛斯

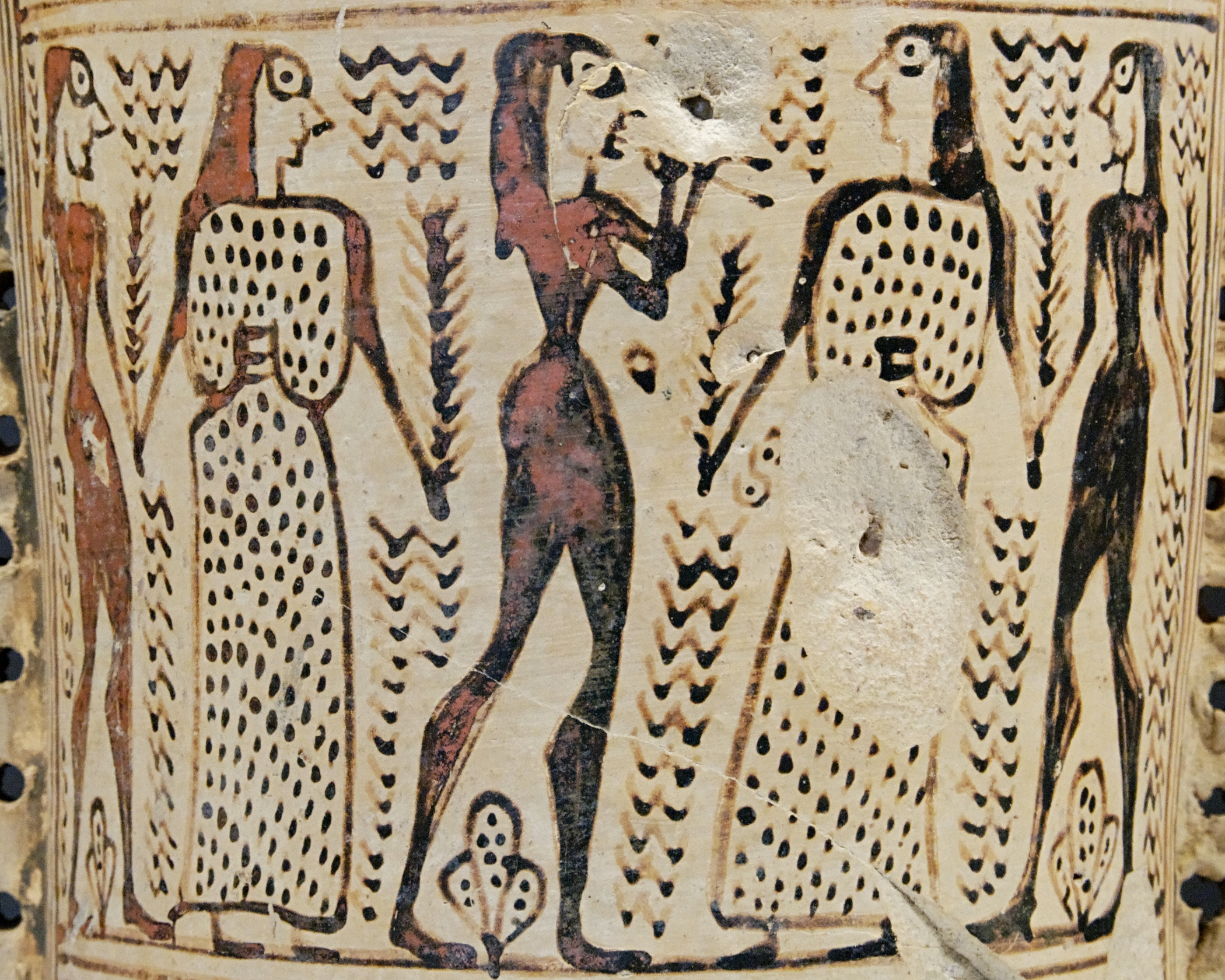
東方化的風格

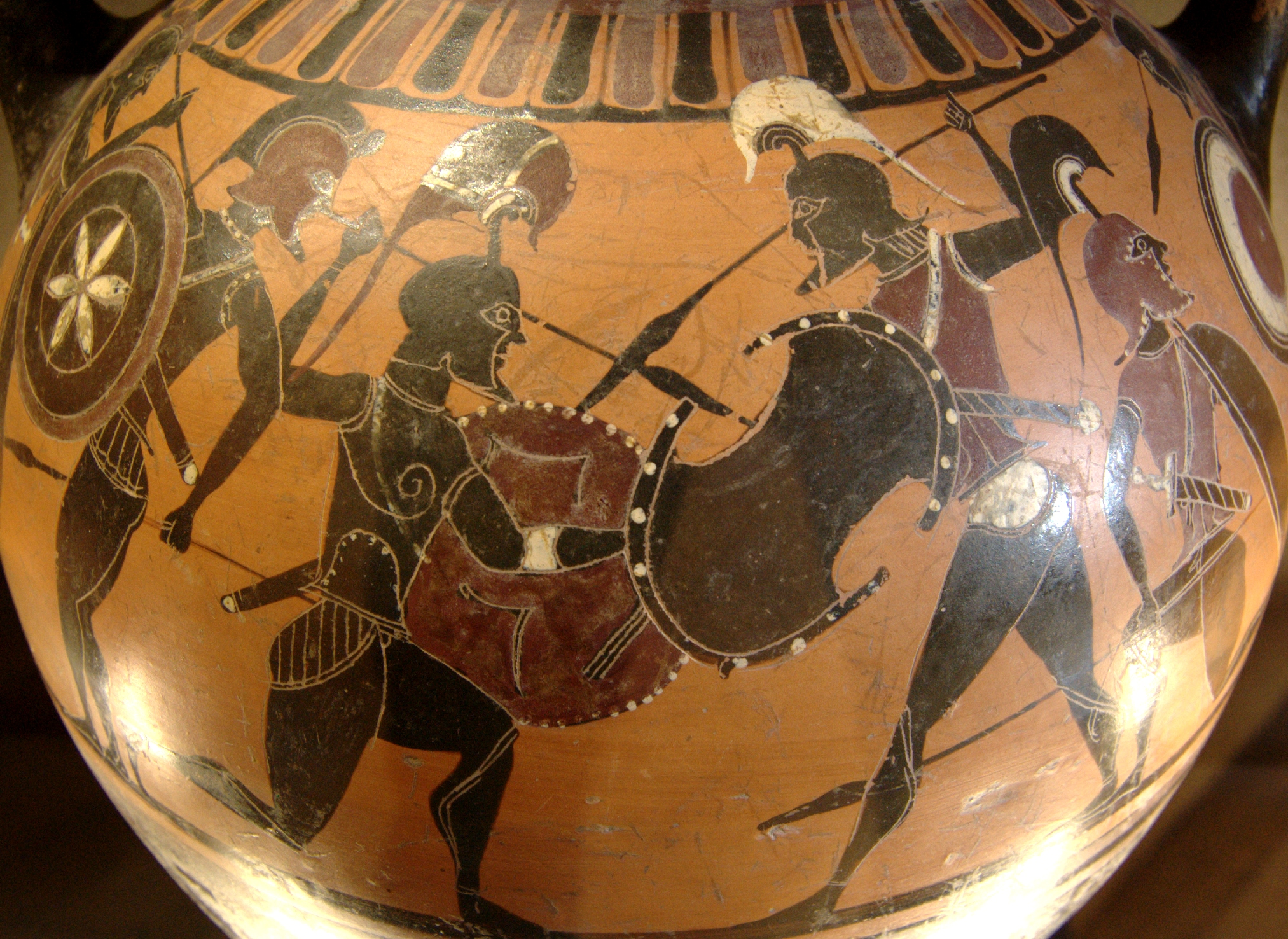
黑彩陶器風格

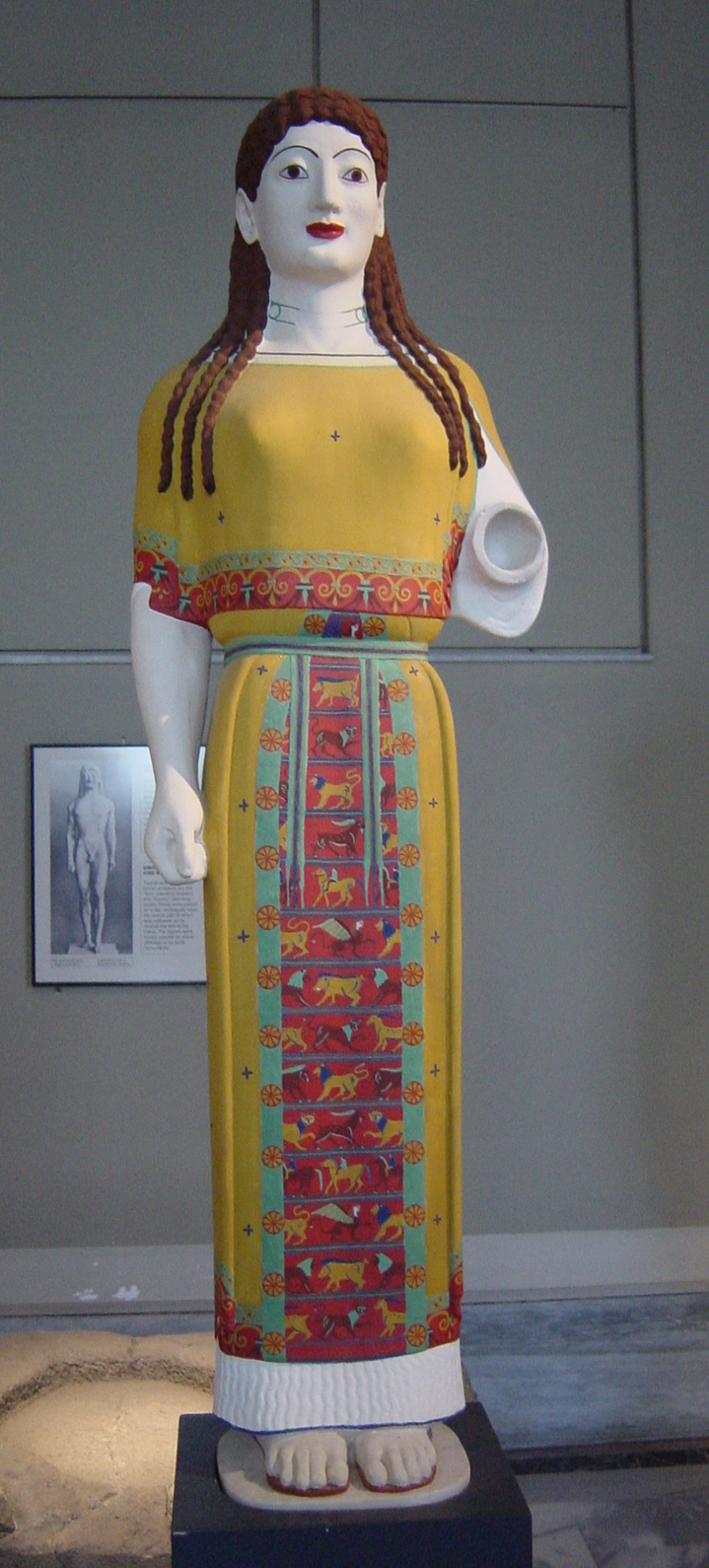
重塑的上色的少女立像庫瑞

這個時期作為美術史上的一個時期，其代表藝術作品是具有古風或是舊時尚風格的雕塑和其他藝術作品，這些作品和之後的古典希臘時期的外形更加自然的作品大大不同。

### 雕塑
當時人們用石灰岩，大理岩，赤陶，青銅，木材和其他貴金屬塑造的雕塑來裝飾寺廟和墓碑。主題則一般選擇神話和日常生活。到了公元前650年，和實物等體大小的雕像突然開始流行。古風時期按照雕塑風格又可以分為三個子時期：
- 早古風時期，前660年到前580年
在這段時間，最主要的雕塑形式是少年立像庫洛斯和與其相對的少女立像庫瑞。
- 中古風時期，前580年到前535年
- 後古風時期，前540年到前480年

### 陶器
陶器方面，東方化風格在古風時期得到了長足的發展，其上承希臘黑暗時代的幾何藝術，並得到腓尼基和敘利亞的藝術風格的重要影響。
古風時期後期的陶器則開始趨向於起源於前7世紀科林斯的黑彩陶器以及其後來由安多克代斯於公元前530年發展的變體紅彩陶器的風格。
有記錄的古風時期的作品的特點為：和埃及作品相似的「前跨的左腿」、「古風的笑容」以及非常典型的「頭盔般的髮型」 。

## 古風時期間發生的戰爭
- 第一次麥西尼亞戰爭(大約前750年到前730年)
- 利蘭丁戰爭 (前8世紀末)
- 第二次麥西尼亞戰爭(前640年到620年)
- Periander's destruction of Epidaurus (約前600年)
- 第一次神聖戰爭 (前595年到前585年)
- Thirean War (前6世紀中期)
- 斯巴達對薩摩斯島的入侵(前529年)
- 阿卡地亞戰爭
- 雅典共和戰爭
- 希波戰爭
- 希臘布匿戰爭

## 重要人物
政治家
- 亞里斯托米尼斯
- 克里斯提尼
- 克利斯提尼（西库翁）
- 克利奧米尼斯一世
- 庫普塞羅斯
- 德拉古
- 來古格士
- 庇西特拉圖
- 佩里安德
- 菲頓
- 波利克拉特斯
- 梭倫
- 鐵列克洛司
- 忒阿哥尼斯
- 狄奧龐帕斯
- 色拉西布洛斯

史詩詩人
- 荷馬
- 赫西俄德

哲學家
- 阿那克西曼德
- 阿那克西美尼
- 赫拉克利特
- 畢達哥拉斯
- 泰勒斯
- 色諾芬尼

抒情詩人
- 阿爾喀俄
- 阿爾克曼
- 安納克里昂
- 莎孚
- 斯泰西科拉斯
- 伊比庫斯
- 西蒙尼德
- 科琳娜

歷史學家
- 卡德謨斯
- 赫卡泰厄斯
- 阿修西勞斯

寓言家
- 伊索

雕刻家
- 布塔得斯
- 阿格拉達
- 安忒諾耳
- 阿耳科摩斯
- 阿里斯托克勒
- 巴迪克萊斯
- 玻帕羅斯
- 卡納庫斯
- 狄波諾斯和西里爾斯
- 恩多歐斯
- 海吉亞斯
- 律科斯
- 西彌利斯
- 西奧多羅斯

畫家
- 阿格拉福
- 埃斯克埃斯
- 阿那卡琉斯
- 安提多洛斯
- 阿耳喀科琉斯
- 埃格特勒斯
- 格拉科忒斯
- 赫摩吉尼斯
- 凱爾忒斯
- 克里提阿斯
- 呂多斯
- 奈阿爾科斯
- 帕塞斯
- 普西阿斯
- 薩克尼得斯
- 西刻洛斯
- 索菲洛斯
- 索西摩斯
- 泰西阿斯
- 克塞諾克琉斯
- 安多克代斯
- 阿波羅多洛斯
- 愛比克泰德
- 歐西米德斯
- 許普西斯
- 馬卡龍
- 菲狄波斯
- 芬提亞斯
- 斯庫忒斯
- 西彌克洛斯

悲劇詩人
- 狄斯比斯
- 普律尼科司
- 科厄裡洛斯
- 帕拉提那斯

喜劇詩人
- 索薩里翁
- 埃庇卡摩斯
- 克里提那斯
- 喀翁伊得斯

## 腳註
1. ↑  Richter, pp. 47-83. The overlap of dates recognizes transitions.